# Vasile Hapun
Vasile Hapun (* 19. April 1996 in Chișinău, Republik Moldau) ist ein rumänischer Squashspieler.

## Karriere
Vasile Hapun spielte 2013 erstmals auf der PSA World Tour und erreichte seine höchste Platzierung in der Weltrangliste mit Rang 338 im Dezember 2018. Mit der rumänischen Nationalmannschaft nahm er 2015 erstmals an den Europameisterschaften teil. Seitdem ist er festes Mitglied des rumänischen Kaders bei Europameisterschaften. Im Einzel stand er 2018 im Hauptfeld der Europameisterschaft, in dem er in der ersten Runde Jakub Solnický in drei Sätzen unterlag. Ein Jahr zuvor hatte er Rumänien bei den World Games vertreten, war aber nach einer Niederlage gegen Miguel Ángel Rodríguez ebenfalls nicht über die ersten Runde hinausgekommen. 2013 wurde Hapun zum ersten Mal rumänischer Landesmeister und wiederholte diesen Erfolg bis 2024 acht weitere Male.

## Erfolge
- Rumänischer Meister: 9 Titel (2013, 2014, 2016–2019, 2021, 2022 2024)